# Pablo Barragán
 Pablo Barragán (* 1987 in Marchena) ist ein andalusischer Klarinettist. 

## Werdegang
Pablo Barragán studierte am Conservatorio Superior de Música Manuel Castillo in Sevilla bei Antonio Salguero und an der Barenboim-Said Foundation bei Matthias Glander, dem 1. Solo-Klarinettist der Staatskapelle Berlin. Er wechselte 2009 an die Musikakademie Basel, um sein Studium in der Meisterklasse von François Benda fortzusetzen. Während seines Studiums besuchte er zudem Meisterkurse bei Martin Fröst, Charles Neidich und Dimitri Ashkenazy.
Seit 2007 war Pablo Barragán Mitglied des West-Eastern Divan Orchestra unter der Leitung von Maestro Daniel Barenboim und wurde u. a. eingeladen um als Professor an der Barenboim-Said Foundation im Nahen Osten zu unterrichten.
Pablo Barragán konzertiert als Solist mit dem Sinfonieorchester Basel, Orquesta de Radio Television Española, Bratislava Sinfonietta, Orquesta Filarmónica de Málaga, Orchestre du Chambre Delemont, Orquesta Betica de Camara und Neues Orchester Basel. Zudem tritt er bei zahlreichen Festivals in ganz Europa wie Menuhin Festival Gstaad, Festspiele Mecklenburg-Vorpommern, Salzburger Kammermusikfest, Young Euroclassics Berlin, Davos Festival, Musiksommer Zürichsee oder dem Montecastelli Pisano Festival unter der künstlerischen Leitung von Heinrich Schiff auf. 2013 hat Barragán sein Solodebüt beim Lucerne Festival gegeben.
Als gegenüber der Neuen Musik aufgeschlossener Künstler führte er zusammen mit der Sopranistin Laurence Guillod und dem Visual Artist Leandro Suarez die Premiere von „NothingTwoSay“ 2016 auf, welches sich durch Texte von John Cage und Musik von Berio, Sariaaho und Fröst mit den physikalischen Grenzen von Kommunikation auseinandersetzt.
Pablo Barragán vertritt als Künstler D’Addario, Silverstein und Buffet-Crampon.

## Auszeichnungen
- 2011: Sonderpreis des European Music Competitions for Youth (EMCY)
- 2011: 1. Preis des Juventudes Musicales de España
- 2012: Sonderpreis des internationalen ARD Musikwettbewerbs[6]
- 2013: Prix Credit Suisse Jeunes Solistes[7]

## Diskografie
- „Widmann / Debussy / Prokofieff / Albeniz / Mozart“  Partner: Federico Bosco (Klavier), Laura Schmid (Blockflöte)   Credit Suisse Preisträgerkonzert, Lucerne Festival 2013, Schweizer Radio und Fernsehen[8]
- „Brahms: Complete Clarinet Sonatas & Trios“  Partner: Juan Pérez Floristán (Klavier), Andrei Ioniţă (Cello)[9] IBS Classical[10]